# Bucculatrix pyrivorella
Bucculatrix pyrivorella là một loài bướm đêm thuộc họ Bucculatricidae. Nó được tìm thấy ở Nhật Bản (Hokkaido, Honshu, Shikoku, Kyushu), Bán đảo Triều Tiên và Viễn Đông Nga.
Sải cánh dài 7-7.5 mm. Có bốn thế hệ mỗi năm.
Ấu trùng ăn Pyrus pyrifolia. Chúng ăn lá nơi chúng làm tổ. 